# 다스 갓 탤런트
《다스 갓 탤런트》(독일어: Das Supertalent)는 2007년부터 2014년까지 독일에서 방송된 오디션 프로그램이다.